# Escut d'Odèn
L'escut oficial d'Odèn té el següent blasonament:
Escut caironat: de gules, una creu llatina triangulada convexada d'or acompanyada a la punta d'un bolcant d'argent. Per timbre una corona mural de poble.

## Història
Va ser aprovat el 29 de novembre de 1983 i publicat en el DOGC el 25 de gener de 1984.
La creu i el bolcant són senyals tradicionals de l'escut del municipi. Odèn va pertànyer al monestir de Santa Maria de Solsona.